# Sông Tắc

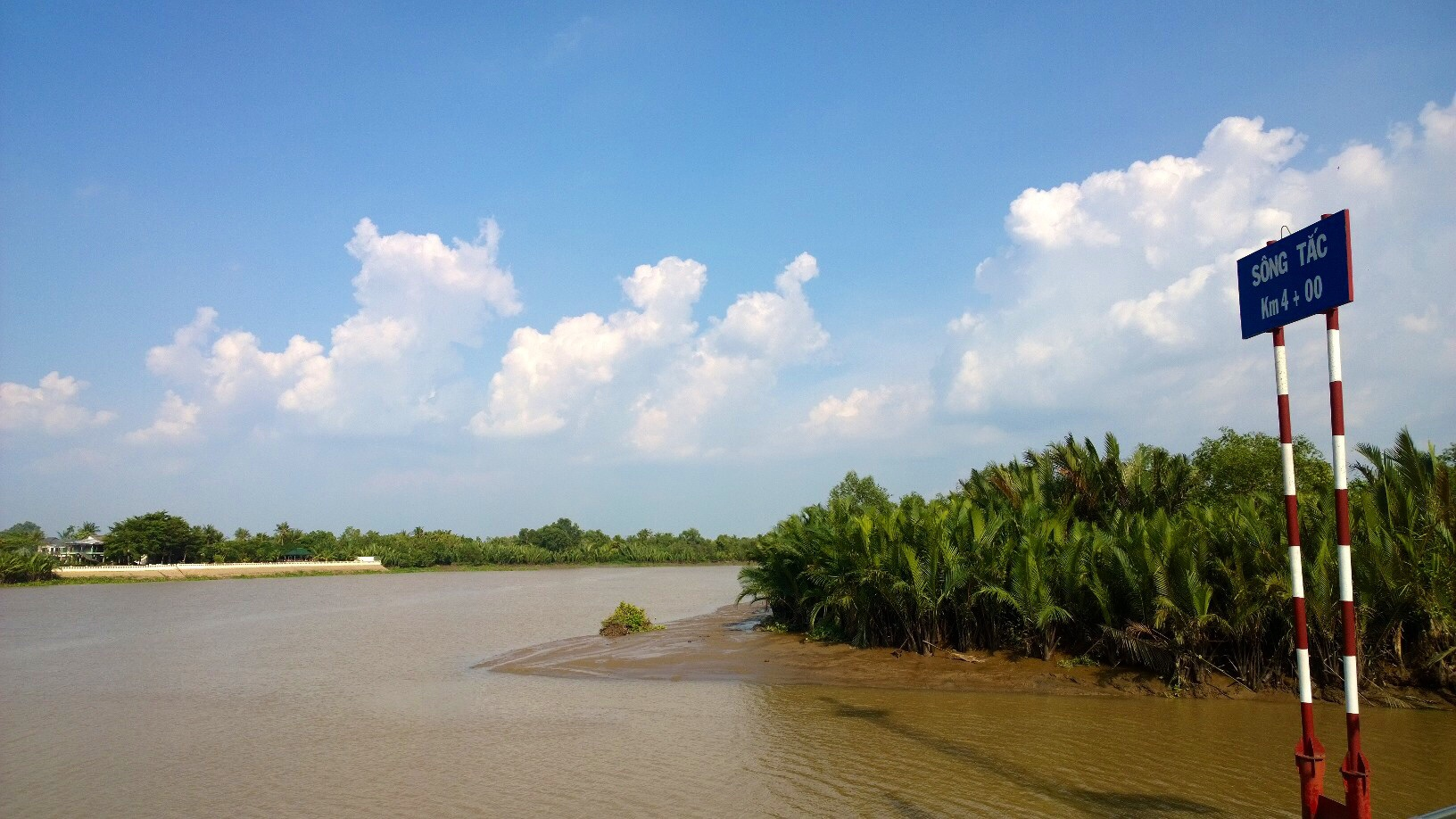
Sông Tắc đoạn chảy qua khu du lịch The BCR tại phường Trường Thạnh

Sông Tắc là một nhánh của sông Đồng Nai, chảy qua thành phố Thủ Đức, Thành phố Hồ Chí Minh, Việt Nam.
Sông Tắc có chiều dài 11,5 km, bắt đầu từ ngã ba sông ở phía bắc phường Long Phước, chảy dọc theo ranh giới tự nhiên phía tây của phường và đổ ra sông Đồng Nai tại Vàm Cá Hô.
Hiện nay, trên sông Tắc có hai cây cầu duy nhất bắc qua là cầu Trường Phước và cầu Long Đại, nằm trên tuyến đường độc đạo kết nối phường Long Phước với phần còn lại của thành phố Thủ Đức. Bên cạnh đó, cầu Long Đại nối liền hai phường Long Phước và Long Bình đã được triển khai xây dựng từ năm 2017, tuy nhiên do vướng mặt bằng nên công trình đã phải tạm ngưng thi công từ tháng 12 năm 2018, phải đến cuối năm 2023 thì cầu mới thật sự hoàn thành.